# شهرستان اسکات (میزوری)
شهرستان اسکات، میزوری (به انگلیسی: Scott County, Missouri) یک سکونتگاه مسکونی در ایالات متحده آمریکا است که در میزوری واقع شده‌است.